# Europa Cup (mannenhandbal) 1986/87
De European Champions Cup 1986/87 was de zevenentwintigste editie van de hoogste handbalcompetitie voor clubs in Europa.

## Deelnemers
| Eerste ronde | Eerste ronde |
| --- | --- |
| - Initia HC Hasselt: Kampioen van België - VIF Dimitrov Sofia: Kampioen van Bulgarije - TUSEM Essen: Kampioen van Duitsland - Vestmanna IF: Kampioen van Faeröer - BK-46 Karis: Kampioen van Finland - USM Gagny: Kampioen van Frankrijk - AS Filippos Veria: Kampioen van Griekenland - Veszprém Építok: Kampioen van Hongarije - Vikingur Reykjavik: Kampioen van IJsland - Maccabi Rishon LeZion: Kampioen van Israël | - Cividin Triëst: Kampioen van Italië - Étoile rouge de Belgrade: Runner up van Joegoslavië - HB Dudelange: Kampioen van Luxemburg - Herschi V&L Geleen: Kampioen van Nederland - Viking Stavanger: Kampioen van Noorwegen - UHC Stockerau: Kampioen van Oostenrijk - SKA Minsk: Kampioen van de Sovjet-Unie - Dukla Praag: Kampioen van Tsjecho-Slowakije - Kirkby HC: Kampioen van het Verenigd Koninkrijk - TSV St. Otmar Saint-Gall: Kampioen van Zwitserland |
| Tweede ronde | |
| - Hellerup IK: Kampioen van Denemarken - SC Empor Rostock: Kampioen van DDR - Metaloplastika Šabac: Kampioen van Joegoslavië | - Wybrzeże Gdańsk: Kampioen van Polen - FC Barcelona: kampioen van Spanje - Redbergslids IK: Kampioen van Zweden |

## Voorronde

### Eerste ronde
| Team 1                   | Score   | Team 2                   | 1       | 2       |
| ------------------------ | ------- | ------------------------ | ------- | ------- |
| Vestmanna IF             | 38 – 42 | Vikingur Reykjavik       | 26 – 26 | 12 – 16 |
| Viking Stavanger         | 86 – 31 | Kirkby HC                | 41 – 13 | 45 – 18 |
| BK-46 Karis              | 53 – 74 | SKA Minsk                | 29 – 31 | 24 – 43 |
| Herschi V&L Geleen       | 36 – 43 | TSV St. Otmar Saint-Gall | 15 – 23 | 21 – 20 |
| TUSEM Essen              | 62 – 29 | HB Dudelange             | 24 – 13 | 38 – 16 |
| UHC Stockerau            | 44 – 61 | Dukla Praag              | 22 – 30 | 22 – 31 |
| Maccabi Rishon LeZion    | 39 – 42 | Cividin Triëst           | 22 – 15 | 17 – 27 |
| VIF Dimitrov Sofia       | 34 – 38 | Veszprém Építok          | 21 – 13 | 13 – 25 |
| Étoile rouge de Belgrade | 48 – 40 | AS Filippos Veria        | 28 – 18 | 20 – 22 |
| USM Gagny                | 42 – 26 | Initia HC Hasselt        | 21 – 13 | 21 – 13 |

### Tweede ronde
| Team 1             | Score             | Team 2                   | 1       | 2       |
| ------------------ | ----------------- | ------------------------ | ------- | ------- |
| Redbergslids IK    | 42 - 62           | SKA Minsk                | 21 - 26 | 21 - 36 |
| Hellerup IK        | 49 - 52           | Étoile rouge de Belgrade | 28 - 24 | 21 - 28 |
| TUSEM Essen        | 38 - 30           | USM Gagny                | 21 - 12 | 17 - 18 |
| Dukla Praag        | 46 - 40           | Viking Stavanger         | 29 - 18 | 17 - 22 |
| FC Barcelona       | 52 - 55           | Metaloplastika Šabac     | 31 - 25 | 21 - 30 |
| SC Empor Rostock   | 56 - 43           | Veszprém Építok          | 30 - 20 | 26 - 23 |
| Vikingur Reykjavik | 41 - 37           | TSV St. Otmar Saint-Gall | 22 - 17 | 19 - 20 |
| Wybrzeże Gdańsk    | gediskwalificeerd | Cividin Triëst           | -       | -       |

## Hoofdronde

### Kwartfinale
| Team 1             | Score   | Team 2                   | 1       | 2       |
| ------------------ | ------- | ------------------------ | ------- | ------- |
| SKA Minsk          | 65 - 50 | Étoile rouge de Belgrade | 33 - 19 | 32 - 31 |
| TUSEM Essen        | 36 - 35 | Dukla Praag              | 19 - 15 | 17 - 20 |
| SC Empor Rostock   | 44 - 54 | Metaloplastika Šabac     | 24 - 29 | 20 - 25 |
| Vikingur Reykjavik | 42 - 48 | Wybrzeże Gdańsk          | 25 - 25 | 17 - 23 |

### Halve finale
| Team 1               | Score   | Team 2          | 1       | 2       |
| -------------------- | ------- | --------------- | ------- | ------- |
| TUSEM Essen          | 47 - 48 | SKA Minsk       | 23 - 23 | 24 - 25 |
| Metaloplastika Šabac | 52 - 57 | Wybrzeże Gdańsk | 26 - 33 | 26 - 24 |

### Finale
| Team 1          | Score   | Team 2          |
| --------------- | ------- | --------------- |
| SKA Minsk       | 32 - 24 | Wybrzeże Gdańsk |
| Wybrzeże Gdańsk | 25 - 30 | SKA Minsk       |
| Totaal          |         |                 |
| SKA Minsk       | 62 - 49 | Wybrzeże Gdańsk |

|            |
|            |
| SKA Minsk  |
| 1ste titel |